# The Sinister Urge (film)
The Sinister Urge è un film del 1960 diretto da Ed Wood.

## Trama
Il film ruota attorno ad una serie di omicidi di giovani donne. Ad indagare contro lo spietato killer sono il capo della polizia e il sergente Stone.

## Produzione
Per realizzare il film furono utilizzati soltanto 20 000 $, ed è stato distribuito in DVD soltanto in un'edizione statunitense.
Ed Wood stava progettando un seguito del film, mai realizzato, intitolato The Peeper.